# Nabarangapur
Nabarangapur är en stad i den indiska delstaten Odisha, och är huvudort för ett distrikt med samma namn. Folkmängden uppgick till 29 960 invånare vid folkräkningen 2011, med förorter 36 945 invånare.